# Compact hóa Stone–Čech
Trong lý thuyết tôpô, compact hóa Stone-Čech (tiếng Anh: Stone-Čech compactification) là kỹ thuật để xây dựng một ánh xạ từ một không gian tôpô {\displaystyle X} đến một không gian compact Hausdorff {\displaystyle \beta X}. Compact hóa Stone–Čech của một không gian tôpô X là không gian compact Hausdorff lớn nhất sinh bởi X.
Compact hóa Stone–Čech xuất hiện đầu tiên trong một bài báo của Tychonoff (năm 1930) và đã được đưa ra một cách rõ ràng bởi Marshall Stone (năm 1937) và Eduard Čech (năm 1937).